# Herbert Paulmüller

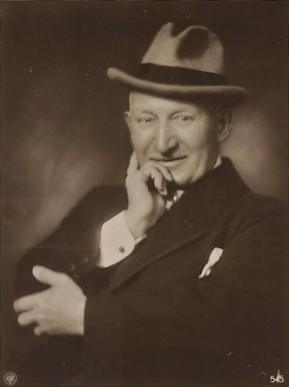
Herbert Paulmüller (um 1920) auf einer Fotografie von Alexander Binder

Herbert Paulmüller (* 30. November 1858 in Berlin als Ferdinand Wilhelm Paul Müller; † 22. Oktober 1939 ebenda) war ein deutscher Schauspieler und Veteran des Stummfilms.

## Leben
Paulmüller wollte zunächst Maler werden und ließ sich in dieser Kunst bei zwei Lehrern professionell ausbilden. Mit 22 Jahren beschloss er einen Berufswechsel und ging zum Theater. Rund 40 Jahre spielte er an führenden Bühnen Berlins (Residenz-Theater, Wallner-Theater, Komödienhaus, Lustspielhaus, Thalia-Theater). Einen Namen machte er sich vor allem als Komödiant in Lustspielen.
Der bullig wirkende Glatzkopf, der optisch an seinen Kollegen Jakob Tiedtke erinnerte, stand zum ersten Male 1911 bei dem Tonbild Wir sind ein glückliches Ehepaar aus Jean Gilberts Operette Die keusche Susanne vor der Kamera und war vor dem Ersten Weltkrieg ein gefragter Filmschauspieler. So wirkte er 1913 in zwei Komödien von Max Mack mit, als Brummer in der ersten (und verschollenen) Verfilmung des Schwanks Die Blaue Maus und in Die Welt ohne Männer als Dr. Specht. Ein weiteres Filmlustspiel, Die Perle, drehte er mit demselben Regisseur 1914. 
Paulmüller drehte während der gesamten Kriegszeit weitere Filme. Von Beginn der 1920er-Jahre bis zum Anbruch der Tonfilmzeit war er deutlich weniger beim Film aktiv. In den 1930er Jahren wurde der betagte Künstler mehrfach vor die Kamera geholt. Seine Rollenpalette umfasste ebenso kleine Angestellte und Akademiker wie Honoratioren und Väter. Bis zuletzt blieb Herbert Paulmüller als gastierender Künstler der Schauspielerei noch sporadisch verbunden.

## Filmografie
| - 1911: Wir sind ein glückliches Ehepaar (aus der Operette Die keusche Susanne) [Tonbild] - 1911: Leo Saperloter - 1913: Die blaue Maus - 1913: Die blaue Maus, 2. Teil - 1914: Die Welt ohne Männer - 1914: Die Perle - 1914: Dieser Schlingel - der Emil - 1915: Die gute Fee - 1915: Der 14. Gast - 1915: Der moderne Paris oder Der Herr Apotheker heiratet - 1915: Kapellmeisters Pflegekind - 1916: Aus dem Buche des Lebens - 1916: Der Lausbub - 1916: Die sieben Frechdachse - 1917: Postkarten-Modell - 1917: Stropp - 1917: Tenor Schmetterzeh - 1917: Postkarten-Modell | - 1917: Er soll Dein Herr sein - 1918: Wer niemals einen Rausch gehabt - 1919: Bis früh um Fünfe - 1919: Im Dienste der Liebe - 1920: Der Vorstadt-Caruso - 1922: Lola Montez, die Tänzerin des Königs - 1925: Der Liebeskäfig - 1926: Wenn Menschen irren - 1929: Der Witwenball - 1930: Achtung! – Auto-Diebe! Tonfilme - 1930: Ihre Majestät die Liebe - 1931: Die Stumme von Portici (Kurzfilm) - 1932: Eine Stadt steht Kopf - 1933: Viktor und Viktoria - 1933: Die Finanzen des Großherzogs - 1935: Der Ammenkönig - 1936: Maria, die Magd |